# Awake (série télévisée)
Pour les articles homonymes, voir Awake.
Awake ou Awake : Enquêtes parallèles au Québec est une série télévisée américaine en 13 épisodes de 42 minutes créée par Kyle Killen et diffusée simultanément entre le 1er mars 2012 et le 24 mai 2012 sur le réseau NBC aux États-Unis et sur le réseau Global au Canada.
Le synopsis ressemble à celui du livre L'homme qui se prenait pour lui-même (écrit par David Ambrose).
En Belgique, la série est diffusée depuis le 21 septembre 2012 sur BeTV puis sur RTL-TVI et au Québec, depuis le 20 novembre 2012 sur Ztélé. Toutefois, elle reste encore inédite dans les autres pays francophones.

## Synopsis
À la suite d'un violent accident de voiture, l'agent de police Michael Britten se met à vivre dans deux réalités parallèles : dans l'une, sa femme a survécu et son fils est décédé ; dans l'autre, cette situation est inversée. Michael, voulant garder sa famille au plus proche de lui, va vivre une sorte de « double vie ». Cependant, il commence à remarquer des liens étranges entre les deux réalités. Les évènements et les personnes d'une réalité à l'autre ne sont pas toujours ceux qu'il croit connaître…

## Distribution

### Acteurs principaux
Notes :
Afin de différencier les deux réalités alternatives, le personnage, Michael Britten, porte des élastiques de couleurs différentes dans chacune d'elles : « un rouge », pour celle où sa femme est vivante et « un vert », pour celle où son fils est vivant.
 Pour le spectateur, une distinction est également faite par l'utilisation d'un filtre coloré différent pour chaque réalité : les images sont rouges-orangées pour la réalité où la femme de Michael est vivante, et bleues-vertes pour la réalité où son fils est vivant.
| Acteurs                                   | Personnages                        | Réalité alternative Rouge                        | Réalité alternative Verte             |
| ----------------------------------------- | ---------------------------------- | ------------------------------------------------ | ------------------------------------- |
| Jason Isaacs (VF : Patrick Borg)          | inspecteur Michael Britten         | présent dans les deux réalités                   | présent dans les deux réalités        |
| Laura Allen (VF : Vanina Pradier)         | Hannah Britten                     | présente                                         | NC - décédée                          |
| Dylan Minnette (VF : Alexandre Nguyen)    | Rex Britten                        | NC - décédé                                      | présent                               |
| Wilmer Valderrama (VF : Alexandre Gillet) | inspecteur Efrem Vega              | présent (nouveau partenaire de Michael)          | présent (simple officier en uniforme) |
| Steve Harris (VF : Gilles Morvan)         | inspecteur Isaiah « Bird » Freeman | présent (ancien partenaire de Michael transféré) | présent (partenaire de Michael)       |
| B. D. Wong (VF : Xavier Fagnon)           | Dr Johnathan Lee                   | présent                                          | NC                                    |
| Cherry Jones (VF : Dominique Lelong)      | Dr Judith Evans                    | NC                                               | présente                              |
| Michaela McManus (VF : Françoise Cadol)   | Tara                               | NC                                               | présente                              |

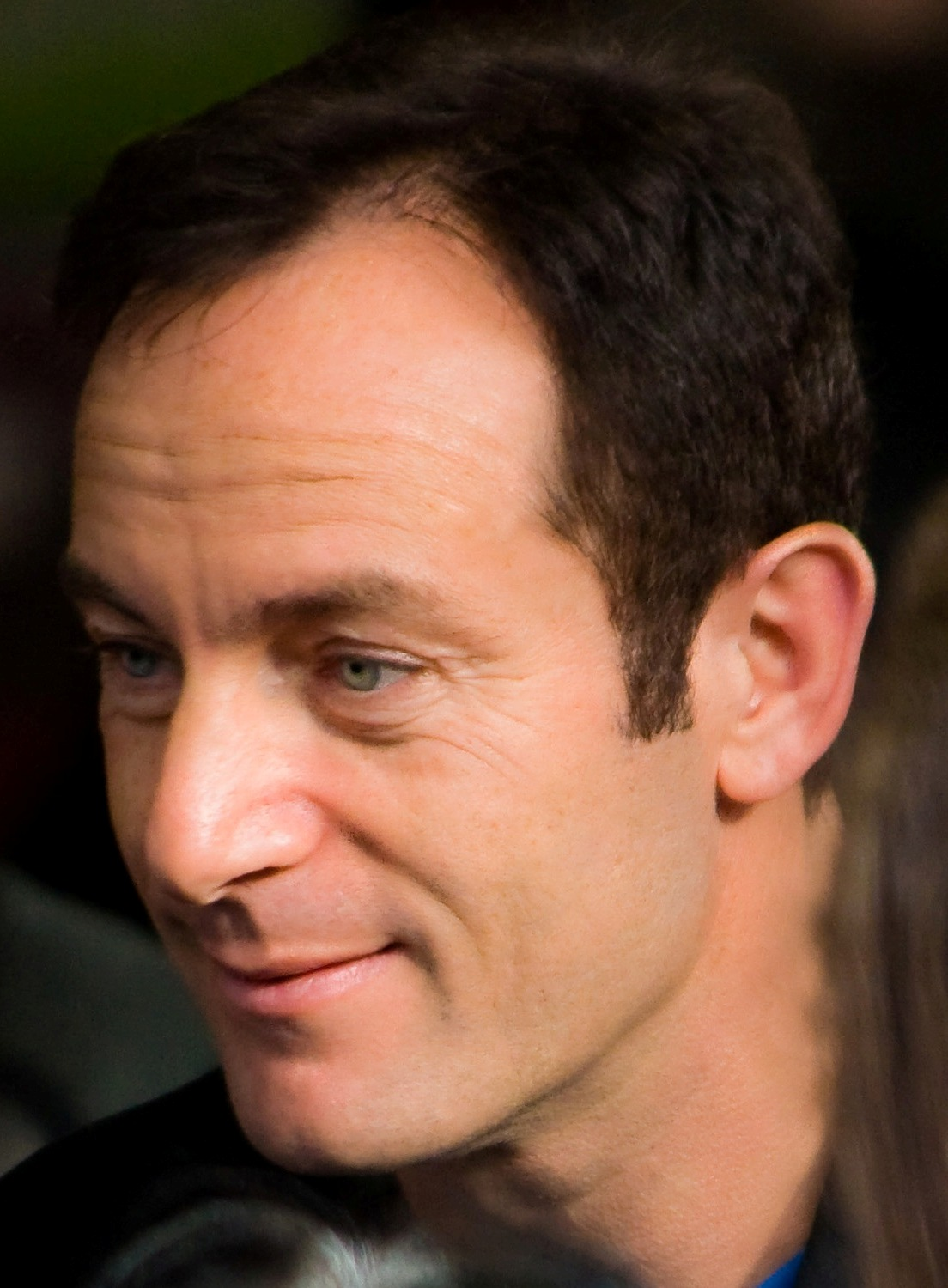
Jason Isaacs interprète Michael Britten.
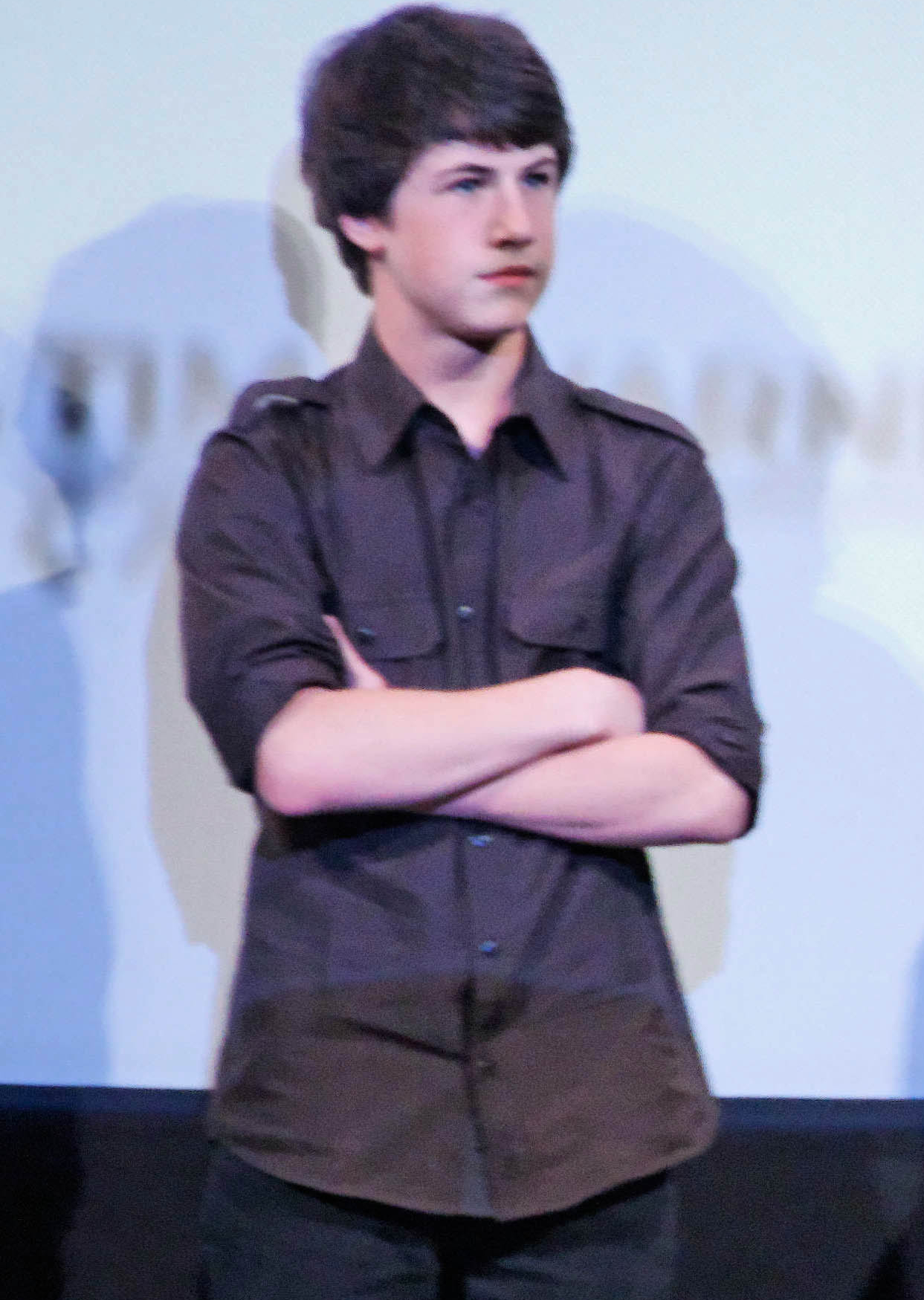
Dylan Minnette interprète Rex Britten.

### Acteurs récurrents
| Acteurs                                    | Personnages             | Réalité alternative Rouge       | Réalité alternative Verte       |
| ------------------------------------------ | ----------------------- | ------------------------------- | ------------------------------- |
| Laura Innes (VF : Julie Kapour)            | capitaine Tricia Harper | présents dans les deux réalités | présents dans les deux réalités |
| Daniela Bobadilla (VF : Audrey Sablé)      | Emma                    | présents dans les deux réalités | présents dans les deux réalités |
| Mark Harelik (VF : Patrick Delage)         | capitaine Carl Kessel   | présents dans les deux réalités | présents dans les deux réalités |
| Kevin Weisman (VF : José Luccioni)         | inspecteur Ed Hawkins   | présents dans les deux réalités | présents dans les deux réalités |
| Logan Miller (VF : Thomas Sagols)          | Cole                    | présents dans les deux réalités | présents dans les deux réalités |
| Chris McGarry (en) (VF : Fabien Jacquelin) | Dr Banks                | présents dans les deux réalités | présents dans les deux réalités |

- Version française
Société de doublage : Synchro France[7],[8]
Direction artistique : Bernard Tiphaine[8]
Adaptation des dialogues : Alain Berguig, Pascale Loko et Sophie Roux[8]

 Source et légende : version française (VF) sur RS Doublage et Doublage Séries Database

## Production

### Développement
Kyle Killen (en) a développé le concept de la série, initialement intitulée REM, jusqu'au début de la production commandée sur NBC, en mai 2011. Auparavant, NBC a commandé un épisode pilote du projet et renommé la série sous son titre actuel au moment du casting original. La série a été décrite comme un mélange de procédure qui est basée sur la vie d'un inspecteur qui découvre un univers parallèle après un accident de voiture avec sa famille.
Howard Gordon, l'un des scénaristes de la série, a déclaré : « He's a guy who goes to sleep, wakes up, he's with his wife, goes to sleep, wakes up, and he's with his son. And so—and he's a cop who sees clues and details that crossover from one world to the next, and he uses that insight to solve crimes. » (« C'est un gars qui s'endort, se réveille, il est avec sa femme, va se coucher, se réveille, et il est avec son fils. Mais c'est aussi un flic qui voit des indices et des détails qui se croisent d'un monde à l'autre, et va utiliser cette intuition pour résoudre des crimes »).
Le 11 mai 2012, la série a été officiellement annulée. Les deux épisodes restants sont diffusés tel que prévu.

### Casting
Le 20 février 2011, l'acteur Jason Isaacs a obtenu le premier rôle principal (Michael Britten) de la série.
Puis, les producteurs ont contacté l'actrice Laura Allen pour le rôle principal féminin (Hannah Britten). Initialement, l'actrice Michaela McManus devait interpréter le rôle d'Hannah, mais a eu celui de Tara, Laura Allen ayant été préférée lors de l'audition.
Le 14 mars 2011, Dylan Minnette a été choisi pour interpréter le rôle de Rex Britten, deux semaines après son audition face à cinq autres acteurs.
Quelques mois plus tard, les acteurs Wilmer Valderrama, Steve Harris, Cherry Jones et B. D. Wong ont rejoint la distribution.
Le 8 septembre 2011, l'actrice Laura Innes (connu pour son rôle dans la série Urgences) a obtenu un rôle récurrent dans la série.
Le 26 janvier 2012, l'acteur Kevin Weisman (connu pour son rôle dans la série Alias) a obtenu le rôle récurrent d'Ed Hawkins, un policier qui a pris la place de Michael, après son accident.

### Tournage
La série a été tournée à Los Angeles, en Californie, aux États-Unis.
Awake a été filmé avec des caméras Arri Alexa sous format Arriraw.

### Fiche technique
- Titre original : Awake
- Titre québécois : Awake : Enquêtes parallèles[6]
- Création : Kyle Killen
- Réalisation : David Slade, Michael Waxman, Aaron Lipstadt, Scott Winant et Jeffrey Reiner
- Scénario : Kyle Killen, Howard Gordon, Leonard Chang, Evan Katz, Noelle Valdivia et Davey Holmes
- Direction artistique : Christopher Tandon
- Décors : Stuart Blatt ; Sandy Struth (décoratrice de plateau)
- Costumes : Jennifer Johnson
- Photographie : Feliks Parnell
- Montage : Rick Tuber, Paul Trejo, Todd Desrosiers et Nick Berrisford
- Musique : Reinhold Heil et Johnny Klimek
- Casting : Rick Millikan
- Production : Jason Isaacs, Keith Redmon et Ed Milkovich ; Valerie Joseph (associée) ; Evan Katz et Liza Zwerling (consultant)
  - Production exécutive : Howard Gordon, Kyle Killen, Davey Holmes et Jeffrey Reiner
- Sociétés de production : 20th Century Fox Television, Letter Eleven et Teakwood Lan Productions
- Société(s) de distribution (télévision) : National Broadcasting Company (États-Unis), Global Television Network (Canada)
- Pays d'origine :  États-Unis
- Langue originale : anglais
- Format : couleur - 1,78:1 - son Dolby Digital
- Genre : Drame, science-fiction
- Durée : 42 minutes

 Sauf indication contraire, les informations mentionnées dans cette section peuvent être confirmées par la base de données cinématographiques IMDb,  présente dans la section « Liens externes ».

### Diffusion internationale
En version originale
- États-Unis /  Canada : du 1er mars[1] au 24 mai 2012 sur NBC[2] / Global[3].

En version française
- Belgique : du 21 septembre au 26 octobre 2012 sur BeTV[4] ;
- Québec : du 20 novembre 2012 au 25 février 2013 sur Ztélé[6].

## Épisodes
La série est composée de treize épisodes.
1. Double Enquête (Pilot)
2. Le Petit Gars (The Little Guy)
3. Coupable (Guilty)
4. Les Deux Kate (Kate Is Enough)
5. Gemini (Oregon)
6. Où est mon pingouin ? (That's Not My Penguin)
7. El Diablo (Ricky's Tacos)
8. Plongeon nocturne (Nightswimming)
9. Match de folie (Game Day)
10. Un souvenir de Rex (Slack Water)
11. Le Retour du petit gars (Say Hello to My Little Friend)
12. Armé et Dangereux (Two Birds)
13. Une histoire sans fin (Turtles All the Way Down)

Source titres FR

## Univers de la série

### Les personnages

#### Personnages principaux
Michael Britten
Il est inspecteur de police. À la suite d'un accident de la route tragique, il se met à vivre dans deux réalités parallèles : dans l'une, sa femme a survécu et son fils est décédé ; dans l'autre, cette situation est inversée.
Hannah Britten
C'est la femme de Michael et mère de Rex.
Rex Britten
C'est le fils de Michael et Hannah Britten.
Efrem Vega
Il est inspecteur et nouveau partenaire de Michael dans la réalité alternative rouge et n'est qu'un simple officier en uniforme dans la réalité alternative verte.
Isaiah « Bird » Freeman
Il est inspecteur et ancien partenaire de Michael qui a été transféré dans un autre quartier dans la réalité alternative rouge et partenaire de Michael dans la réalité alternative verte.
Dr Johnathan Lee
C'est le thérapeute de Michael dans la réalité alternative rouge.
Dr Judith Evans
C'est la thérapeute de Michael dans la réalité alternative verte.
Tara
C'est l'ancienne meilleure amie avant la mort de Hannah, entraîneur de tennis de Rex, et intérêt romantique de Michael dans la réalité alternative verte.

#### Personnages récurrents
Tricia Harper
C'est le capitaine de police de Michael, présente dans les deux réalité alternatives.
Cole
C'est le meilleur ami de Rex, présent dans les deux réalités alternatives.
Emma
Elle est la petite amie de Rex, présente dans les deux réalités alternatives.
M. Blonde
Il est présent dans les deux réalités alternatives.

## Accueil

### Audiences

#### Aux États-Unis
L'unique saison de la série a obtenu une audience moyenne globale de 3,34 millions de téléspectateurs lors de sa première diffusion.
Le premier épisode a réalisé la meilleure audience de la série avec 6,24 millions de téléspectateurs.
Le douzième épisode a réalisé la pire audience de la série avec 2,1 millions de téléspectateurs.